# Hersilia vanmoli
Espèce
Hersilia vanmoli est une espèce d'araignées aranéomorphes de la famille des Hersiliidae.

## Distribution
Cette espèce se rencontre au Togo et en Côte d'Ivoire.

## Description
Le mâle mesure de 4,05 à 4,50 mm et la femelle de 5,10 à 5,48 mm.

## Publication originale
- Benoit, 1971 : Notules arachnologiques africaines I. Revue de Zoologie et de Botanique Africaines, vol. 83, p. 147-158.